# 河田知美
河田 知美（かわた ともみ、1990年6月30日 - ）は、香川県高松市出身のハンドボール選手。現役時代は日本ハンドボールリーグの北國銀行所属。元日本代表。

## 経歴
2012年12月に日本ハンドボールリーグの北國銀行へ加入。2012-13年シーズンは2013年2月9日のHC名古屋戦に初出場し、2得点を記録した。
2013-14年シーズンは7mスローでリーグ1位の46得点を記録し、7mスロー得点賞を獲得。総得点はリーグ5位タイの99得点を記録した。
2014年の第4回全日本社会人ハンドボール選手権大会ではMVPを受賞。
2016年の第6回社会人選手権ではベストセブンに選ばれた。2016-17年シーズンはオムロン戦（2016年9月22日）で通算200得点を達成。フィールド得点賞（75得点）を獲得し、最優秀選手賞・ベストセブン賞に選出された。
2017年の第7回社会人選手権では2年連続でベストセブンを受賞。2017-18年シーズンはリーグ5位の107得点を挙げ、シュート率はリーグトップの.624を記録し、2年連続でベストセブン賞を受賞した。
2018年の第8回社会人選手権では3年連続でベストセブンに選出された。
日本リーグ2021－22シーズンをもって現役引退。

## 詳細情報

### 年度別成績
| 年       | チーム   | 試合 | フィールド 得点 | 率   | 7m    | 合計    | 警告 | 退場 | 失格 |
| -------- | -------- | ---- | --------------- | ---- | ----- | ------- | ---- | ---- | ---- |
| 2012-13  | 北國銀行 | 3    | 2/6             | .333 | 0/0   | 2/6     | 0    | 0    | 0    |
| 2013-14  | 北國銀行 | 18   | 53/105          | .505 | 46/56 | 99/161  | 0    | 2    | 0    |
| 2014-15  | 北國銀行 | 18   | 29/74           | .392 | 8/9   | 37/83   | 1    | 2    | 0    |
| 2015-16  | 北國銀行 | 12   | 48/84           | .571 | 3/4   | 51/88   | 0    | 0    | 0    |
| 2016-17  | 北國銀行 | 18   | 75/126          | .595 | 1/2   | 76/128  | 0    | 2    | 0    |
| 2017-18  | 北國銀行 | 24   | 103/165         | .624 | 4/5   | 107/170 | 0    | 0    | 0    |
| 2018-19  | 北國銀行 | 22   | 62/118          | .525 | 4/5   | 66/123  | 0    | 1    | 0    |
| JHL：7年 | JHL：7年 | 115  | 372/678         | .549 | 66/81 | 438/759 | 1    | 7    | 0    |

- 各年度の太字はリーグ最高

### タイトル・表彰

#### 日本ハンドボールリーグ
- 最優秀選手賞：1回 (2016年)
- ベストセブン賞：2回 (2016年・2017年)
- フィールド得点賞：1回 (2016年)
- 7mスロー得点賞：1回 (2013年)
- シュート率賞：1回 (2017年)

#### 社会人選手権
- MVP：1回 (2014年)
- ベストセブン：4回 (2016年・2017年・2018年・2019年)

### 記録

#### 日本ハンドボールリーグ
- フィールドゴール初得点：2013年2月9日、対HC名古屋戦（ブラザー体育館）[2]
- 7mスロー初得点：2013年8月31日、対三重バイオレットアイリス戦（小松総合体育館）[14]
- 通算200得点：2016年9月22日、対オムロン戦（佐世保市体育文化館）[15]
- 通算300得点：2017年10月14日、対三重バイオレットアイリス戦（員弁運動公園体育館）[16]

### 背番号
- 14 (2012年 - )

## 代表歴

### 日本代表
- 世界選手権 (2017年・2019年)
- アジア選手権 (2017年)
- アジア競技大会 (2018年)
- ジャパンカップ (2017年・2018年・2019年)
- ヒロシマ国際大会 (2013年)
- 日韓定期戦 (2017年・2018年・2019年)
- おりひめJAPAN トライアルゲームズ (2018年)
- 欧州遠征 (2019年)

#### 大会別成績
| 年     | 大会       | 対戦国                  | フィールド 得点 | 率 | 7m | 合計 | 警告 | 退場 | 失格 |
| ------ | ---------- | ----------------------- | --------------- | -- | -- | ---- | ---- | ---- | ---- |
| 2017年 | 世界選手権 | ブラジル戦 (予選)       | -               | -  | -  | -    | -    | -    | -    |
| 2017年 | 世界選手権 | デンマーク戦 (予選)     | -               | -  | -  | -    | -    | -    | -    |
| 2017年 | 世界選手権 | モンテネグロ戦 (予選)   | -               | -  | -  | -    | -    | -    | -    |
| 2017年 | 世界選手権 | ロシア戦 (予選)         | -               | -  | -  | -    | -    | -    | -    |
| 2017年 | 世界選手権 | チュニジア戦 (予選)     | -               | -  | -  | -    | -    | -    | -    |
| 2017年 | 世界選手権 | オランダ戦 (決勝T1回戦) | -               | -  | -  | -    | -    | -    | -    |

### 日本代表U-24
- 世界学生選手権 (2014年)

### 日本代表U-20
- ジュニアアジア選手権 (2009年)